# Puppet Master 5 : Le chapitre final
 (décembre 2024).
Si vous disposez d'ouvrages ou d'articles de référence ou si vous connaissez des sites web de qualité traitant du thème abordé ici, merci de compléter l'article en donnant les références utiles à sa vérifiabilité et en les liant à la section « Notes et références ».
Série
Puppet Master 4
(1993) Le Retour des Puppet Master
(1998)
Pour plus de détails, voir Fiche technique et Distribution.
Puppet Master 5 : Le chapitre final (Puppet Master 5: The Final Chapter) est un film américain réalisé par Jeff Burr et sorti en 1994.

## Synopsis
Les Puppet Masters doivent faire face à un pharaon qui contrôle des poupées.

## Fiche technique
- Titre français : Puppet Master 5 : Le chapitre final
- Titre original : Puppet Master 5: The Final Chapter
- Réalisation : Jeff Burr
- Scénario : Douglas Aarniokoski, Steven E. Carr, Todd Henschell, Keith S. Payson et Jo Duffy
- Directeur de la photographie : Adolfo Bartoli
- Compositeur : Richard Band
- Montage : Margeret-Anne Smith
- Producteur exécutif : Charles Band
- Producteur délégué : Keith S. Payson
- Genre : horreur, fantastique
  -  États-Unis : 21 septembre 1994
- interdit aux moins de 12 ans[Où ?]

## Distribution
- Rick Myers : Gordon Currie
- Susie : Chandra West
- Le docteur Jennings : Ian Ogilvy
- Lauren : Teresa Hill
- Andre Toulon : Guy Rolfe
- Hendy : Nicholas Guest (en)

## Production
Le film est la suite directe de Puppet Master IV car l'histoire se déroule très peu de temps après. L'équipe du film est quasiment la même que celle de Puppet Master IV.